# The Ketchup Song
The Ketchup Song (Aserejé) ist ein Lied der spanischen Girlgroup Las Ketchup aus dem Jahr 2002. Die Single-Veröffentlichung erreichte in vielen Ländern Platz eins der Charts. Zu diesem Lied wurde der Modetanz des Jahres 2002 kreiert. Das Lied war in Deutschland der Sommerhit des Jahres 2002.

## Musikstil
Das Lied beschreibt in einer Mischung aus Spanisch und Englisch die Geschichte Diegos, der in der Disko zu einem Stück tanzt, das der DJ allabendlich auflegt. Er singt: „Aserejé, ja deje tejebe tude jebere sebiunouba majabi an de bugui an de buididipí“, wobei es sich um eine phonetische Umsetzung der ersten Zeilen des Rap-Titels Rapper’s Delight der Sugarhill Gang handelt: „I said a hip hop the hippie, the hippie / To the hip hip hop and you don't stop / A rock it to the bang bang boogie / Say, up jump the boogie, to the rhythm of the boogie, the beat“. Der Refrain besteht also aus sinnlosen Fantasie-Wörtern, die dem englischsprachigen Lied nachempfunden wurden.
Es gibt außerdem eine rein spanischsprachige Version.

## Kommerzieller Erfolg

### Chartplatzierungen
Im Mai 2002 erreichte The Ketchup Song Platz 1 in Spanien und blieb dort fünf Wochen lang. Der Song erreichte in zahlreichen weiteren Ländern die Spitzenposition in den Singlecharts, unter anderem in Australien, Belgien, Dänemark, Finnland, Frankreich, Griechenland, Irland, Italien, Kanada, Niederlande, Neuseeland, Norwegen, Portugal und Schweden.
| ChartsChartplatzierungen       | Höchstplatzierung | Wochen |
| ------------------------------ | ----------------- | ------ |
| Deutschland (GfK)              | 1 (32 Wo.)        | 32     |
| Österreich (Ö3)                | 1 (33 Wo.)        | 33     |
| Schweiz (IFPI)                 | 1 (42 Wo.)        | 42     |
| Spanien (Promusicae)           | 1 (24 Wo.)        | 24     |
| Vereinigte Staaten (Billboard) | 54 (9 Wo.)        | 9      |
| Vereinigtes Königreich (OCC)   | 1 (26 Wo.)        | 26     |

| ChartsJahrescharts (2002) | Platzierung |
| ------------------------- | ----------- |
| Deutschland (GfK)         | 94          |
| Österreich (Ö3)           | 2           |
| Schweiz (IFPI)            | 1           |

| ChartsJahrescharts (2003) | Platzierung |
| ------------------------- | ----------- |
| Deutschland (GfK)         | 58          |
| Österreich (Ö3)           | 23          |
| Schweiz (IFPI)            | 45          |

### Auszeichnungen für Musikverkäufe
The Ketchup Song wurde weltweit mit 35× Platin und 1× Diamant für über 3,3 Millionen verkaufte Einheiten ausgezeichnet. Quellen zufolge verkaufte sich die Single weltweit über sieben Millionen Mal.
| Land/Region                  | Auszeichnungen für Musikverkäufe (Land/Region, Auszeichnung, Verkäufe) | Verkäufe  |
| ---------------------------- | ---------------------------------------------------------------------- | --------- |
| Australien (ARIA)            | 3× Platin                                                              | 210.000   |
| Belgien (BRMA)               | 5× Platin                                                              | 250.000   |
| Dänemark (IFPI)              | 2× Platin                                                              | 16.000    |
| Deutschland (BVMI)           | 2× Platin                                                              | 1.000.000 |
| Finnland (IFPI)              | Platin                                                                 | 15.483    |
| Frankreich (SNEP)            | Diamant                                                                | 750.000   |
| Griechenland (IFPI)          | 2× Platin                                                              | 40.000    |
| Neuseeland (RMNZ)            | 2× Platin                                                              | 30.000    |
| Niederlande (NVPI)           | Platin                                                                 | 60.000    |
| Norwegen (IFPI)              | 6× Platin                                                              | 60.000    |
| Österreich (IFPI)            | 2× Platin                                                              | 60.000    |
| Schweden (IFPI)              | 4× Platin                                                              | 120.000   |
| Schweiz (IFPI)               | 3× Platin                                                              | 120.000   |
| Vereinigtes Königreich (BPI) | Platin                                                                 | 600.000   |
| Insgesamt                    | 35× Platin · 1× Diamant ·                                              | 3.391.483 |

## Version aus derGerd-Show
Die Melodie des Stücks wurde in der Gerd-Show für den politisch-satirischen Steuersong (Las Kanzlern) verwendet, der 2002 ebenfalls wochenlang Platz eins in den Charts belegte.

### Chartplatzierungen
| ChartsChartplatzierungen | Höchstplatzierung | Wochen |
| ------------------------ | ----------------- | ------ |
| Deutschland (GfK)        | 1 (18 Wo.)        | 18     |
| Österreich (Ö3)          | 1 (19 Wo.)        | 19     |
| Schweiz (IFPI)           | 18 (10 Wo.)       | 10     |

| ChartsJahrescharts (2002) | Platzierung |
| ------------------------- | ----------- |
| Deutschland (GfK)         | 5           |

| ChartsJahrescharts (2003) | Platzierung |
| ------------------------- | ----------- |
| Deutschland (GfK)         | 19          |
| Österreich (Ö3)           | 16          |

### Auszeichnungen für Musikverkäufe
| Land/Region        | Auszeichnungen für Musikverkäufe (Land/Region, Auszeichnung, Verkäufe) | Verkäufe  |
| ------------------ | ---------------------------------------------------------------------- | --------- |
| Deutschland (BVMI) | 2× Platin                                                              | 1.000.000 |
| Insgesamt          | 2× Platin ·                                                            | 1.000.000 |